# Riksväg 13, Nederländerna

Sträckningen för nederländska riksväg 13.

Riksväg 13 (Rijksweg 13) i Nederländerna som går mellan Ypenburg och Rotterdam. Vägen är motorväg.